# 南の哀愁
『南の哀愁』（みなみのあいしゅう）は宝塚歌劇団のミュージカル作品。

## 宝塚大劇場公演

### 1947年 雪組
- 6月1日 - 6月29日[1]
- 形式名は「歌劇[2]」
- 8場[2]
- 併演はグランド・レビュー『世界の花[1][3]』

#### ストーリー
※宝塚100年史の舞台編を参考にした。
タヒチを舞台に、盲目のイギリス人画家のジョン・マクレディと現地の娘のナイヤが織りなす悲しいロマンス。身分違いと薄れゆく視力という障害を超え、二人は結ばれるが・・・。

#### スタッフ
- 作・演出：内海重典[2]
- 音楽：河崎一朗[4]
- 振付：玉田祐三[4]
- 装置：渡辺正男[4]
- 衣装：小西松茂[4]
- 照明：黒田利邦[4]

#### 主な配役
- ジョン・マクレディ：春日野八千代[2]
- ナイヤ：乙羽信子[2]
- ジョテフア：梢音羽[3]
- テフラ：東郷晴子[3]
- ヘンリイ：谺春香[3]
- 歌手：花村由利子[3]

### 1947年 月組
- 7月1日 - 7月30日[1]
- 形式名は「歌劇[2]」
- 8場[2]
- 併演はグランド・レビュー『眞夏の夜の夢[1][3]』
- 雪組に続き続演[2]

#### スタッフ
- 作・演出：内海重典[2]
- 音楽：河崎一朗[4]
- 振付：玉田祐三[4]
- 装置：渡辺正男[4]
- 衣装：小西松茂[4]
- 照明：黒田利邦[4]

#### 主な配役
- ジョン：野花千代[2]
- ナイヤ：淡島千景[2]
- ヘンリイ：久慈あさみ[5]
- ジョテファ：清川はやみ[5]
- テフラ：南悠子[5]
- 将軍：室町良子[5]
- 領事：月空美舟[5]
- オウラ：神歌美鈴[5]
- マヌ：緋桜陽子[5]
- タチ：花月澄枝[5]

### 1964年 星組
出典は宝塚60年史 別冊と宝塚歌劇五十年史 別冊 。
- 2月1日 - 3月1日[7]
- 形式名は「ミュージカル・ロマンス[8]」
- 12場[8]。
- 併演はタカラヅカ・ミュージカル『虹のオルゴール工場[7]』

#### スタッフ
- 作：演出：内海重典[8]
- 音楽：河崎一朗[8]、河崎恒夫[8]、寺田滝雄[8]、吉崎憲治[8]
- 音楽指揮：橋本和明[8]
- 振付：渡辺武雄[8]、岡正躬[8]、喜多弘[8]
- 装置：渡辺正男[8]
- 衣装：真野誠二[8]
- 小道具：生島道正[8]
- 照明：今井直次[8]
- 効果：中田正弘[8]
- 録音：松永浩志[8]
- 演出補：小原弘亘[8]
- 演出助手：海野洋司[8]

#### 主な配役
- ジョン：那智わたる[7]
- ナイヤ：橘香久子[7]、明左弓[7]（役替わり[9]）
- マクレディ将軍：天城月江[7]
- 酋長：鳴海潮[7]
- タチ：深山しのぶ[7]
- ジョテファ：水代玉藻[7]
- テフラ：千波淳[7]
- マヌ：月乃江まどか[7]
- ヘンリー：高城珠里[7]
- テア：紅園ゆりか[7]
- オウラ：若桜薫
- 領事：立花公子
- デュエットの女：若山かず美
- 歌手：如月美和子、安芸ひろみ
- 少女：司このみ
- ナプカ：秋乃木実
- ボーイ：直木玉実
- リンボーの女：美山恵津

### 1964年 月組
出典は宝塚60年史 別冊と宝塚歌劇五十年史 別冊 。
- 3月3日 - 3月25日[11]
- 形式名は「ミュージカル・ロマンス[11]」
- 12場[11]
- 併演は日本民族舞踊第六集 四国編『黒潮[11]』

#### スタッフ
- 作：演出：内海重典[11]
- 音楽：河崎一朗[11]、河崎恒夫[11]、寺田滝雄[11]、吉崎憲治[11]
- 音楽指揮：橋本和明[11]
- 振付：渡辺武雄[11]、岡正躬[11]、喜多弘[11]
- 装置：渡辺正男[11]
- 衣装：真野誠二[11]
- 小道具：生島道正[11]
- 照明：今井直次[11]
- 効果：中田正弘[11]
- 録音：松永浩志[11]
- 演出補：小原弘亘[11]
- 演出助手：海野洋司[11]

#### 主な配役
- ジョン：内重のぼる[8]
- ナイヤ：八汐路まり[8]
- ジョテファ：美山しぐれ[8]
- 酋長：小柳日鶴[8]
- テフラ：秩父美保子[8]
- ヘンリー：上月晃[8]
- テア：大江幾乃[8]
- タチ：八重はるみ[8]
- マヌ：初風諄[8]
- 将軍：冨士野高嶺[8]
- 領事：御幸沙智子
- オウラ：美竹しげる
- ママタイの男：神州洋子
- ナプカ：千代里しのぶ
- 歌手：白峰万里子
- 島の男：古城都
- デュエット：恵さかえ、都にしき、和歌鈴子

### 1988年 月組
- 5月13日 - 6月28日[12]（新人公演は5月31日[13]）
- 形式名は「ミュージカル・ロマンス[12]」
- 10場[12]
- 併演は『ビバ!シバ![12]』

#### ストーリー
※宝塚100年史の舞台編を参考にした。
将来有望な画家でありながら眼を痛めているジョンは、静養をかねて訪れたタヒチでナイヤという娘と愛し合うようになり、結婚をする。しかし、ジョンの父のマクレディ将軍はポリネシアの娘との結婚を許さず、視力の落ちた彼を連れ帰ろうとする。タヒチを舞台にしたラブ・ロマンス。

#### スタッフ
- 作・演出：内海重典[12]
- 作曲：寺田瀧雄[12]・河崎一朗[12]
- 編曲：寺田瀧雄[12]・河崎一朗[12]・入江薫[12]・河崎恒夫[12]
- 音楽指揮：野村陽児[12]
- 振付：山田卓[12]
- 装置：渡辺正男[12]
- 衣装：静間潮太郎[12]
- 照明：今井直次[12]
- 小道具：榎本満春[12]
- 効果：扇野信夫[12]
- 音響：松永浩志[12]
- 演技指導：美吉左久子[12]
- 演出助手：中村暁[12]
- 舞台進行：渡辺勝彦[12]
- 制作：飯島健[12]

#### 主な配役

##### 本公演
- ジョン・マクレディ：剣幸[12]
- ナイヤ：こだま愛[12]
- ヘンリー・ヒューストン：涼風真世[12]
- テフラ：春風ひとみ[12]
- ジョテファ：桐さと実[12]
- ウイリアム・ブレーア：郷真由加[12]
- 酋長：朝みち子[12]
- オウラ：汝鳥伶[12]
- マクレディ将軍：星原美沙緒[12]
- タチ：未沙のえる[12]
- マヌ：朝凪鈴[12]

##### 新人公演
- ジョン・マクレディ：天海祐希[13]
- ナイヤ：朝吹南[13]
- ヘンリー：若央りさ[13]
- テフラ：檀ひとみ[13]
- ジョテファ：久世星佳[13]
- ブレーア領事：轟悠[13]
- オウラ：果林いずみ[13]
- マクレディ将軍：穂高つゆき[13]
- 酋長：東三智[13]

## 東京公演

### 1948年 雪組
- 4月29日 - 5月10日[15]
- 江東劇場公演[15]
- 主なスタッフは内海重典[15]
- 併演は『カプリチオ・エスパニョール[15]』

### 1964年 雪・花組
- 1月1日 - 1月28日[16]
- 新宿コマ劇場公演[16]
- 主なスタッフは内海重典[16]
- 雪組2日から16日昼・17日から28日夜[16]
- 花組2日から16日夜・17日から28日昼[16]
- 併演は『これぞ!タカラヅカ[16]』

### 1988年 月組
- 8月4日 - 8月30日[17]（新人公演は8月16日[18]）
- 東京宝塚劇場[17]公演
- 形式名は「ミュージカル・ロマンス[17]」
- 10場[17]
- 作・演出：内海重典[17]
- 音楽指揮：北沢達雄[17]
- 製作担当：柏原正一[17]

このほかのスタッフと配役（新人公演も含む）は1988年の月組大劇場公演と同じ
- 併演は『ビバ!シバ![17]』

## その他の日本公演

### 1947年 雪組（10月9日 - 10月15日）
- 公演場所は名古屋宝塚劇場[19]
- 主なスタッフは内海重典[19]
- 『娘道成寺[19]』

### 1947年 雪組（12月13日 - 12月22日）
- 公演場所は大阪・毎日会館[19]
- 主なスタッフは内海重典[19]
- 『テディベア[19]』

### 1949年 月組
- 5月25日 - 5月28日 静岡[19]、浜松[19]／6月24日　篠山[19]
- 主なスタッフは内海重典[19]
- 併演は『二人袴[19]』

### 1949年 花組
- 6月14日・15日　伊丹[19]
- 主なスタッフは内海重典[19]
- 併演は『になひ文[19]』

### 1949年 星組（7月1日 - 7月12日）
- 公演場所は中国地方[20]
- 主なスタッフは内海重典[20]
- 併演は『素襖落[20]』

### 1949年 星組（7月8日 - 7月14日）
- 公演場所は北陸地方[20]
- 主なスタッフは内海重典[20]
- 併演は『二人袴[20]』

### 1949年 星組（7月19日 - 8月3日）
- 公演場所は姫路[20]、津山[20]、鳥取[20]、玉造[20]、松江[20]
- 主なスタッフは内海重典[20]
- 併演は『二人袴[20]』

### 1949年 雪組（11月7日）
- 公演場所は大阪・松阪屋会館[20]
- 主なスタッフは内海重典[20]
- 併演は『娘道成寺[20]』

### 1949年 雪組（12月11日 - 12月17日）
- 公演場所は京都・公楽会館[20]
- 主なスタッフは内海重典[20]
- 併演は『棒しばり』[20]

### 1953年 星組
- 7月11日 - 7月19日　静岡[21]、信州地方[21]
- 主なスタッフは内海重典[21]
- 併演は『安珍清姫譚[21]』と『ニューヨーク幻想曲[21]』

### 1953年 花組
- 10月12日 - 10月30日　岡山[21]、福山[21]、三原[21]、広島[21]、岩国[21]、宇部[21]
- 主なスタッフは内海重典[21]
- 併演は『千姫』と『ニューヨーク幻想曲[21]』

### 1953年 月組
- 10月21日 - 10月26日　北陸地方[21]
- 主なスタッフは内海重典[21]
- 併演は『秋の幻想曲[21]』

### 1956年 月組（4月5日 - 4月11日）
- 公演場所は名古屋・毎日会館[22]
- 主なスタッフは内海重典[22]
- 併演は『ハワイの伯母さん[22]』と『十三鐘[22]』

### 1956年 月組（4月13日 - 4月16日）
- 公演場所は豊橋[22]、飯田[22]
- 主なスタッフは内海重典[22]
- 併演は『ハワイの伯母さん[22]』と『十三鐘[22]』

### 1956年 月組（4月24日 - 4月29日）
- 公演場所は益田[22]、出雲[22]
- 主なスタッフは内海重典[22]
- 併演は『娘道成寺[22]』と『ハワイの伯母さん[22]』

### 1956年 雪組
- 6月17日 - 6月29日　岩国[22]、広島[22]、宇部[22]、岡山[22]、倉敷[22]、西条[22]
- 主なスタッフは内海重典[22]
- 併演は『四つのファンタジア[22]』と『棒しばり[22]』と『ハワイの伯母さん[22]』

### 1958年 花組
- 8月3日 - 8月10日　名古屋・名鉄ホール[22]
- 新版[22]
- 主なスタッフは内海重典[22]
- 併演は『船遊女[22]』と『棒しばり[22]』

## 関連
主な録音など
- 宝塚思い出の名場面集～華麗なる千拍子～（LPレコード（BOX）/FCLT-3B）南の哀愁 実況録音 ダイジェスト収録
- ファイン・ロマンス 内海重典-宝塚歌劇作品集（CD/TCAC129-130）[23] タヒチの歌-昭和22年初演「南の哀愁」歌唱 春日野八千代 収録
- 南の哀愁/ビバ・シバ! 1988年 月組公演（（実況録音）CD/TMPC-12A）
- 88宝塚歌劇全主題歌集（CD/TMPC-21A）タヒチの歌（南の哀愁 主題歌）収録 歌唱 剣幸

主な放送
- 南の哀愁（’88年月組・宝塚(大劇場公演)）タカラヅカスカイステージ・関西テレビなど

主な（公演）プログラムなど
- 南の哀愁/カプリチオ・エスパニョール 1948年 雪組公演（PRG-32177B）
- 船遊女/棒しばり/南の哀愁 1958年 花組 名鉄ホール公演（PRG-15014B）
- 南の哀愁/これぞ！ タカラヅカ　(脚本と配役) 1964年 雪・花組  新宿コマ公演（PRG-32082B）
- 南の哀愁/これぞ！ タカラヅカ　1964年 雪・花組 新宿コマ公演（PRG-32085B）
- 虹のオルゴール工場/南の哀愁 1964年 星組 大劇場公演（PRG-41140B）
- 黒潮/南の哀愁 1964年 月組 大劇場公演（PRG-21233B）
- 黒潮/南の哀愁 1964年 月組 大劇場公演 (脚本と配役)（PRG-21234B）
- 虹のオルゴール工場/南の哀愁 1965年 星組 大劇場公演（PRG-41086B）
- 虹のオルゴール工場/南の哀愁（脚本と配役）1965年 星組公演 （PRG-41216B）
- 南の哀愁 前夜祭 1988年 大劇場公演（PRG-21120B）
- 南の哀愁/ビバ！ シバ！ 1988年 月組 大劇場公演（PRG-21075B）[24]
- 南の哀愁/ビバ！ シバ！ 1988年 月組 東京公演（PRG-22069B）[25]
- 南の哀愁 1988年 月組 大劇場 新人公演（PRG-71164B）
- 南の哀愁 1988年 月組 東京 新人公演（PRG-72152B）